# خاندان بختیشوع

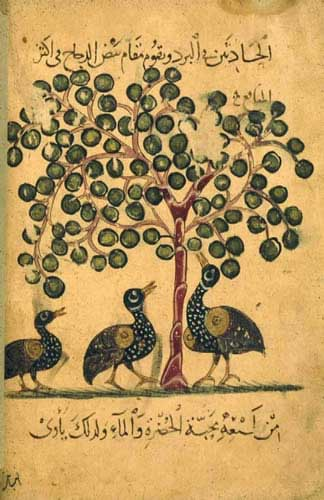
نسخه اصلی کتاب نعت الحیال و منیفیهو ابن بختیشو متعلق به قرن ده میلادی

خاندان بختیشوع خاندانی از پزشکان ایرانی مسیحی مذهب  بودند که در دانشگاه گندی‌شاپور و دربار خلفای عباسی شهرت بسیاری داشتند. این خاندان حدود ۲۵۰ سال در دانشگاه گندی‌شاپور و دربار خلفای عباسی، از زمان ابوجعفر منصور در کار پزشکی بودند. در طول شش نسل، ریاست بیمارستان گندی‌شاپور به عهده این دودمان بوده و آنها از پزشکان مخصوص دربار خلفای عباسی به‌ شمار می‌رفتند؛ علاوه بر این بر زبان‌های زنده دنیا مسلط بودند و کتاب‌های بسیاری را ترجمه و نگارش کردند. همچنین نقش بزرگی در انتقال دانش پزشکی به جهان اسلام و پیشرفت آن داشتند.

## واژه‌شناسی
کلمه بختیشوع از دو واژه «بخت» و «الشیوع» تشکیل شده است. بخت از مصدر «بوختن» پهلوی و به معنی نجات یافتن گرفته شده است. بخش دوم آن نیز سریانی است و از نام عیسی گرفته شده است. این کلمه روی هم به معنی «نجات‌یافته مسیح» می‌باشد.

## تبارنامه
بنیان‌گذار این سلسله، بختیشوع بزرگ است که نام این خاندان نیز از وی گرفته شده است. از مشهورترین پزشکان این خاندان می‌توان به جورجیس اشاره کرد؛ وی رئیس بیمارستان گندی‌شاپور و همچنین طبیب منصور خلیفه دوم عباسی بود که به دستور او برای معالجه بیماری بی‌اشتهایی وی به بغداد رفت و به اجبار خلیفه به مدت ۴ سال در آنجا ماند و در اواخر عمرش با اجازه خلیفه به گندی‌شاپور بازگشت. بختیشوع دوم، طبیب مهدی، هادی و هارون بود. او به دستور مهدی خلیفه عباسی برای درمان ولیعهد وی، هادی به بغداد رفت و پس از درمان وی و دسیسه‌های مختلفی شامل نفرت مادر ولیعهد به او، به گندی‌شاپور بازگشت و دوباره در زمان هارون به بغداد احضار شد. علاوه بر این، فرزند وی جبرئیل به عنوان پزشک مخصوص جعفر برمکی و هارون منصوب شد و منزلت بالایی یافت. به طوری که در منابع به ثروت عظیم و مقام پرنفوذ او در دربار اشاره می‌شود. جبرئیل دوم نیز طبیب مخصوص عضدالدوله بود.
|  |  |  |  |  |  |  |  |                                                                    |                                                                    |                                                                    |                                                                    |                                                                    |                                                                    |  |  |  |  |                                                       |                                                       |                                                       |                                                       | بختیشوع نیای بزرگ و پزشک مشهور جندی‌شاپور              |                                                       |         |         |         |         |  |  |  |  |  |  |  |  |                                          |                                          |                                          |                                          |                                          |                                          |  |  |  |  |  |  |  |  |  |  |  |  |  |  |  |  |  |  |  |  |  |  |  |  |
|  |  |  |  |  |  |  |  |                                                                    |                                                                    |                                                                    |                                                                    |                                                                    |                                                                    |  |  |  |  |                                                       |                                                       |                                                       |                                                       |                                                       |                                                       |         |         |         |         |  |  |  |  |  |  |  |  |                                          |                                          |                                          |                                          |                                          |                                          |  |  |  |  |  |  |  |  |  |  |  |  |  |  |  |  |  |  |  |  |  |  |  |  |
|  |  |  |  |  |  |  |  |                                                                    |                                                                    |                                                                    |                                                                    |                                                                    |                                                                    |  |  |  |  |                                                       |                                                       |                                                       |                                                       | جرجیوس اول ۱۵۲ ق یا ۷۶۹ م پزشک خلیفه منصور            |                                                       |         |         |         |         |  |  |  |  |  |  |  |  |                                          |                                          |                                          |                                          |                                          |                                          |  |  |  |  |  |  |  |  |  |  |  |  |  |  |  |  |  |  |  |  |  |  |  |  |
|  |  |  |  |  |  |  |  |                                                                    |                                                                    |                                                                    |                                                                    |                                                                    |                                                                    |  |  |  |  |                                                       |                                                       |                                                       |                                                       |                                                       |                                                       |         |         |         |         |  |  |  |  |  |  |  |  |                                          |                                          |                                          |                                          |                                          |                                          |  |  |  |  |  |  |  |  |  |  |  |  |  |  |  |  |  |  |  |  |  |  |  |  |
|  |  |  |  |  |  |  |  |                                                                    |                                                                    |                                                                    |                                                                    |                                                                    |                                                                    |  |  |  |  |                                                       |                                                       |                                                       |                                                       | بختیشوع دوم ۱۸۵ ه‍.ق یا ۸۰۱ م پزشک مهدی و هادی و هارون  |                                                       |         |         |         |         |  |  |  |  |  |  |  |  |                                          |                                          |                                          |                                          |                                          |                                          |  |  |  |  |  |  |  |  |  |  |  |  |  |  |  |  |  |  |  |  |  |  |  |  |
|  |  |  |  |  |  |  |  |                                                                    |                                                                    |                                                                    |                                                                    |                                                                    |                                                                    |  |  |  |  |                                                       |                                                       |                                                       |                                                       |                                                       |                                                       |         |         |         |         |  |  |  |  |  |  |  |  |                                          |                                          |                                          |                                          |                                          |                                          |  |  |  |  |  |  |  |  |  |  |  |  |  |  |  |  |  |  |  |  |  |  |  |  |
|  |  |  |  |  |  |  |  |                                                                    |                                                                    |                                                                    |                                                                    |                                                                    |                                                                    |  |  |  |  |                                                       |                                                       |                                                       |                                                       |                                                       |                                                       |         |         |         |         |  |  |  |  |  |  |  |  |                                          |                                          |                                          |                                          |                                          |                                          |  |  |  |  |  |  |  |  |  |  |  |  |  |  |  |  |  |  |  |  |  |  |  |  |
|  |  |  |  |  |  |  |  |                                                                    |                                                                    |                                                                    |                                                                    |                                                                    |                                                                    |  |  |  |  | جبرائیل اول ۲۱۳ ه‍.ق یا ۸۳۸ م پزشک هارون و امین و مأمون | جبرائیل اول ۲۱۳ ه‍.ق یا ۸۳۸ م پزشک هارون و امین و مأمون | جبرائیل اول ۲۱۳ ه‍.ق یا ۸۳۸ م پزشک هارون و امین و مأمون | جبرائیل اول ۲۱۳ ه‍.ق یا ۸۳۸ م پزشک هارون و امین و مأمون | جبرائیل اول ۲۱۳ ه‍.ق یا ۸۳۸ م پزشک هارون و امین و مأمون | جبرائیل اول ۲۱۳ ه‍.ق یا ۸۳۸ م پزشک هارون و امین و مأمون |         |         |         |         |  |  |  |  |  |  |  |  | جورجیوس دوم                              | جورجیوس دوم                              | جورجیوس دوم                              | جورجیوس دوم                              | جورجیوس دوم                              | جورجیوس دوم                              |  |  |  |  |  |  |  |  |  |  |  |  |  |  |  |  |  |  |  |  |  |  |  |  |
|  |  |  |  |  |  |  |  |                                                                    |                                                                    |                                                                    |                                                                    |                                                                    |                                                                    |  |  |  |  | جبرائیل اول ۲۱۳ ه‍.ق یا ۸۳۸ م پزشک هارون و امین و مأمون | جبرائیل اول ۲۱۳ ه‍.ق یا ۸۳۸ م پزشک هارون و امین و مأمون | جبرائیل اول ۲۱۳ ه‍.ق یا ۸۳۸ م پزشک هارون و امین و مأمون | جبرائیل اول ۲۱۳ ه‍.ق یا ۸۳۸ م پزشک هارون و امین و مأمون | جبرائیل اول ۲۱۳ ه‍.ق یا ۸۳۸ م پزشک هارون و امین و مأمون | جبرائیل اول ۲۱۳ ه‍.ق یا ۸۳۸ م پزشک هارون و امین و مأمون |         |         |         |         |  |  |  |  |  |  |  |  | جورجیوس دوم                              | جورجیوس دوم                              | جورجیوس دوم                              | جورجیوس دوم                              | جورجیوس دوم                              | جورجیوس دوم                              |  |  |  |  |  |  |  |  |  |  |  |  |  |  |  |  |  |  |  |  |  |  |  |  |
|  |  |  |  |  |  |  |  |                                                                    |                                                                    |                                                                    |                                                                    |                                                                    |                                                                    |  |  |  |  |                                                       |                                                       |                                                       |                                                       |                                                       |                                                       |         |         |         |         |  |  |  |  |  |  |  |  |                                          |                                          |                                          |                                          |                                          |                                          |  |  |  |  |  |  |  |  |  |  |  |  |  |  |  |  |  |  |  |  |  |  |  |  |
|  |  |  |  |  |  |  |  | بختیشوع سوم ۲۵۶ ه‍.ق یا ۸۷۰ م پزشک واثق، متوکل، مستعین، مهتدی        | بختیشوع سوم ۲۵۶ ه‍.ق یا ۸۷۰ م پزشک واثق، متوکل، مستعین، مهتدی        | بختیشوع سوم ۲۵۶ ه‍.ق یا ۸۷۰ م پزشک واثق، متوکل، مستعین، مهتدی        | بختیشوع سوم ۲۵۶ ه‍.ق یا ۸۷۰ م پزشک واثق، متوکل، مستعین، مهتدی        | بختیشوع سوم ۲۵۶ ه‍.ق یا ۸۷۰ م پزشک واثق، متوکل، مستعین، مهتدی        | بختیشوع سوم ۲۵۶ ه‍.ق یا ۸۷۰ م پزشک واثق، متوکل، مستعین، مهتدی        |  |  |  |  |                                                       |                                                       |                                                       |                                                       | میخائیل                                               | میخائیل                                               | میخائیل | میخائیل | میخائیل | میخائیل |  |  |  |  |  |  |  |  | عبیدالله پزشک متقی                       | عبیدالله پزشک متقی                       | عبیدالله پزشک متقی                       | عبیدالله پزشک متقی                       | عبیدالله پزشک متقی                       | عبیدالله پزشک متقی                       |  |  |  |  |  |  |  |  |  |  |  |  |  |  |  |  |  |  |  |  |  |  |  |  |
|  |  |  |  |  |  |  |  | بختیشوع سوم ۲۵۶ ه‍.ق یا ۸۷۰ م پزشک واثق، متوکل، مستعین، مهتدی        | بختیشوع سوم ۲۵۶ ه‍.ق یا ۸۷۰ م پزشک واثق، متوکل، مستعین، مهتدی        | بختیشوع سوم ۲۵۶ ه‍.ق یا ۸۷۰ م پزشک واثق، متوکل، مستعین، مهتدی        | بختیشوع سوم ۲۵۶ ه‍.ق یا ۸۷۰ م پزشک واثق، متوکل، مستعین، مهتدی        | بختیشوع سوم ۲۵۶ ه‍.ق یا ۸۷۰ م پزشک واثق، متوکل، مستعین، مهتدی        | بختیشوع سوم ۲۵۶ ه‍.ق یا ۸۷۰ م پزشک واثق، متوکل، مستعین، مهتدی        |  |  |  |  |                                                       |                                                       |                                                       |                                                       | میخائیل                                               | میخائیل                                               | میخائیل | میخائیل | میخائیل | میخائیل |  |  |  |  |  |  |  |  | عبیدالله پزشک متقی                       | عبیدالله پزشک متقی                       | عبیدالله پزشک متقی                       | عبیدالله پزشک متقی                       | عبیدالله پزشک متقی                       | عبیدالله پزشک متقی                       |  |  |  |  |  |  |  |  |  |  |  |  |  |  |  |  |  |  |  |  |  |  |  |  |
|  |  |  |  |  |  |  |  | جبرائیل دوم ۳۹۷ ه‍.ق یا ۱۰۰۵ م پزشک المقتدر و شاهان و بزرگان دیلمی   | جبرائیل دوم ۳۹۷ ه‍.ق یا ۱۰۰۵ م پزشک المقتدر و شاهان و بزرگان دیلمی   | جبرائیل دوم ۳۹۷ ه‍.ق یا ۱۰۰۵ م پزشک المقتدر و شاهان و بزرگان دیلمی   | جبرائیل دوم ۳۹۷ ه‍.ق یا ۱۰۰۵ م پزشک المقتدر و شاهان و بزرگان دیلمی   | جبرائیل دوم ۳۹۷ ه‍.ق یا ۱۰۰۵ م پزشک المقتدر و شاهان و بزرگان دیلمی   | جبرائیل دوم ۳۹۷ ه‍.ق یا ۱۰۰۵ م پزشک المقتدر و شاهان و بزرگان دیلمی   |  |  |  |  |                                                       |                                                       |                                                       |                                                       |                                                       |                                                       |         |         |         |         |  |  |  |  |  |  |  |  | یحیی (یوحنا) پزشک متوکل                  | یحیی (یوحنا) پزشک متوکل                  | یحیی (یوحنا) پزشک متوکل                  | یحیی (یوحنا) پزشک متوکل                  | یحیی (یوحنا) پزشک متوکل                  | یحیی (یوحنا) پزشک متوکل                  |  |  |  |  |  |  |  |  |  |  |  |  |  |  |  |  |  |  |  |  |  |  |  |  |
|  |  |  |  |  |  |  |  | جبرائیل دوم ۳۹۷ ه‍.ق یا ۱۰۰۵ م پزشک المقتدر و شاهان و بزرگان دیلمی   | جبرائیل دوم ۳۹۷ ه‍.ق یا ۱۰۰۵ م پزشک المقتدر و شاهان و بزرگان دیلمی   | جبرائیل دوم ۳۹۷ ه‍.ق یا ۱۰۰۵ م پزشک المقتدر و شاهان و بزرگان دیلمی   | جبرائیل دوم ۳۹۷ ه‍.ق یا ۱۰۰۵ م پزشک المقتدر و شاهان و بزرگان دیلمی   | جبرائیل دوم ۳۹۷ ه‍.ق یا ۱۰۰۵ م پزشک المقتدر و شاهان و بزرگان دیلمی   | جبرائیل دوم ۳۹۷ ه‍.ق یا ۱۰۰۵ م پزشک المقتدر و شاهان و بزرگان دیلمی   |  |  |  |  |                                                       |                                                       |                                                       |                                                       |                                                       |                                                       |         |         |         |         |  |  |  |  |  |  |  |  | یحیی (یوحنا) پزشک متوکل                  | یحیی (یوحنا) پزشک متوکل                  | یحیی (یوحنا) پزشک متوکل                  | یحیی (یوحنا) پزشک متوکل                  | یحیی (یوحنا) پزشک متوکل                  | یحیی (یوحنا) پزشک متوکل                  |  |  |  |  |  |  |  |  |  |  |  |  |  |  |  |  |  |  |  |  |  |  |  |  |
|  |  |  |  |  |  |  |  | ابوسعید عبیدالله دوم ۴۵۰ ه‍.ق یا ۱۰۵۸ م پزشک و مؤلف چندین کتاب پزشکی | ابوسعید عبیدالله دوم ۴۵۰ ه‍.ق یا ۱۰۵۸ م پزشک و مؤلف چندین کتاب پزشکی | ابوسعید عبیدالله دوم ۴۵۰ ه‍.ق یا ۱۰۵۸ م پزشک و مؤلف چندین کتاب پزشکی | ابوسعید عبیدالله دوم ۴۵۰ ه‍.ق یا ۱۰۵۸ م پزشک و مؤلف چندین کتاب پزشکی | ابوسعید عبیدالله دوم ۴۵۰ ه‍.ق یا ۱۰۵۸ م پزشک و مؤلف چندین کتاب پزشکی | ابوسعید عبیدالله دوم ۴۵۰ ه‍.ق یا ۱۰۵۸ م پزشک و مؤلف چندین کتاب پزشکی |  |  |  |  |                                                       |                                                       |                                                       |                                                       |                                                       |                                                       |         |         |         |         |  |  |  |  |  |  |  |  | بختیشوع چهارم ۳۲۹ ه‍.ق یا ۹۴۰ م پزشک مقتدر | بختیشوع چهارم ۳۲۹ ه‍.ق یا ۹۴۰ م پزشک مقتدر | بختیشوع چهارم ۳۲۹ ه‍.ق یا ۹۴۰ م پزشک مقتدر | بختیشوع چهارم ۳۲۹ ه‍.ق یا ۹۴۰ م پزشک مقتدر | بختیشوع چهارم ۳۲۹ ه‍.ق یا ۹۴۰ م پزشک مقتدر | بختیشوع چهارم ۳۲۹ ه‍.ق یا ۹۴۰ م پزشک مقتدر |  |  |  |  |  |  |  |  |  |  |  |  |  |  |  |  |  |  |  |  |  |  |  |  |

## ارتباط با خلفای عباسی
نخستین ارتباط دانشگاه گندی‌شاپور با خلفای عباسی، با احضار جورجیس بن بختیشوع به بغداد برای معالجه بیماری منصور، خلیفه عباسی اتفاق افتاد. جورجیس که در درمان خلیفه موفق بود، توجه خلفای عباسی و دیگر خاندان‌ها را به دانشگاه و خاندان بختیشوع جلب کرد. این اتفاق نقطه شروع افول دانشگاه گندی‌شاپور بود چراکه پس از این اتفاق، پزشکان بسیاری از این دانشگاه به دربار خلفای بغداد مهاجرت کردند. دلایل متفاوتی برای این مهاجرت مطرح شده اما به احتمال بسیار پزشکان برای کسب ثروت و نفوذ به بغداد رفته و مورد استقبال خلفای عباسی که نسبت به طبیبان عربی مشکوک بودند، واقع شدند. برخی از طبیبان این خاندان علاوه بر جایگاه برجسته مثل بختیشوع، دستمزدهای گزافی نیز از خلفا برای خدمات خود می‌گرفتند؛ برای مثال جبرئیل به عنوان طبیب مخصوص خلیفه، در ازای دو بار حجامت خلیفه و تجویز مسهل شش ماه یک‌بار، ده هزار درهم دریافت می‌کرد و ثروت کلی او را هشتاد میلیون درهم دانستند.

## انحصار طبابت
پزشکی در خاندان بختیشوع به صورت موروثی بوده است چرا که ما نام‌هایی مشابه پزشکان خاندان بختیشوع در بین طبیبان پادشاهان ساسانی داریم که گمان می‌رود این خاندان ادامه نسل همان طبیبان عصر ساسانی باشند. این تداوم را می‌توان نماد دوام آوردن طبقه دبیران از دوران ساسانی تا دوران اسلامی دانست. این انحصار را می‌توان به روند انحصارگرایی مشاغل در دوران ساسانیان مربوط دانست که هر شغلی به طبقه خاص خود مربوط بوده است. ما به منابعی دسترسی داریم که در آنها به فردی جبرائیل نام و گروهی از پزشکان نصیبینی که در خدمت پرویز بودند اشاره دارد. جبرائیل دُرُسْتاباد که در منابع سریانی و مسیحی عربی یاد شده را به عنوان پزشک مخصوص کسری (خسرو) می‌شناختند.
طبابت در خاندان بختیشوع به صورت موروثی بوده که از دوران ساسانیان تا خلفای عباسی ادامه داشته است. دلیل این دوام تا حدود شش نسل را می‌توان به این مسئله مربوط دانست که خاندان بختیشوع، علوم و دانش خود را به راحتی به دست مردم نمی‌دادند. بخشی از آن به شرایط زمانه برمی‌گردد که در آن، پزشکان و دیگر طبقات خود را به سختی در دسترس عوام قرار می‌دادند و بخش دیگر آن به تفکر افراد گندی‌شاپور برمی‌گردد که در آن فقط خود را شایسته یادگیری این دانش می‌دانستند. برای مثال در برخی روایات به این اشاره شده که جبرئیل بن بختیشوع از دست شاگرد خود یوحنا به این دلیل که بسیار در علوم طب پیشرفت کرده و مردم مدام به او مراجعه می‌کند، خشمگین شده و به این اشاره کرده که چگونه او نخستین فردی بود که این علوم را به یوحنا آموزش داده و حالا او جایگاه وی را تصاحب کرده است.

## نقش آن‌ها در پیشرفت پزشکی اسلامی
افراد خاندان بختیشوع به زبان‌های گوناگونی همچون فارسی، عربی و یونانی تسلط داشتند و کتاب‌های بسیاری را به زبان عربی ترجمه می‌کردند. علاوه بر این، کتاب‌های بسیاری را نیز به زبان سریانی تألیف می‌کردند. فعالیت‌های این خاندان در طول چندین نسل، آن‌ها را به افرادی سرشناس در و همچنین حلقه ارتباط دهنده پزشکی ایران باستان به پزشکی اسلامی تبدیل کرد. جورجیس به زبان‌های پهلوی، یونان، سریانی و عربی وراد بود و نخستین فردی بود که به دستور خلیفه منصور به ترجمه آثار طبی به عربی مشغول شد؛ همچنین جرئیل اول، نخستین طبیبی بود که برای بار اول، کتاب طب را از یونانی به عربی ترجمه کرد.